# ديفيد كاي
ديفيد كاي (David Kaye) (اسمه الحقيقي ديفيد في هوب (David V. Hope)) هو ممثل كندي ولد في 14 أكتوبر 1964 في أونتاريو.

## أدواره في السينما الأمريكية
- فوق - المذيع

## أدواره في الأنمي

### مسلسلات أنمي تلفزيونية
- ترانسفورمرز إينرجون - ميغاترون/غالفاترون
- ترانسفورمرز سايبرترون - ميغاترون/غالفاترون
- التقرير المتنقل الجديد جاندام وينج - تريز كشرينادا
- إينوياشا - سيشّومارو
- ميجامان محارب النت - ممتاز
- رانما ½ - سوون تندو

## أدواره في الرسوم المتحركة
- فانتاستيك فور: وورلدز غريتست هيروز - توني ستارك/آيرون مان
- ترانسفورمرز أنيميتد - أوبتيموس برايم، غريملوك، لوغنوت، وورباث، هايبرو
- ترانسفورمرز: روبوتس إن ديسغايز - هامرسترايك
- إكس-من: إيفولوشن - بروفسور إكس
- بن 10: أومنيفرس - كايبر، غرافاتاك، شوكسكواتش، كانونبولت
- ألتيميت سبايدرمان - جارفيس (الصوت الثاني)
- إجتماع المنتقمون - جارفيس
- آيرون مان وهالك: اتحاد الأبطال - جارفيس
- سابرينا: أسرار ساحرة مراهقة - جيم
- تمالك نفسك سكوبي دو - برادويك هافرال
- راتشيت أند كلانك

## وصلات خارجية
- ديفيد كاي على موقع IMDb (الإنجليزية)
- ديفيد كاي على موقع ألو سيني (الفرنسية)
- ديفيد كاي على موقع ميوزك برينز (الإنجليزية)
- ديفيد كاي على موقع أول موفي (الإنجليزية)
- ديفيد كاي على موقع قاعدة بيانات الأفلام السويدية (السويدية)
- ديفيد كاي على موقع قاعدة بيانات الفيلم (الإنجليزية)
- ديفيد كاي على موقع كينوبويسك (الروسية)
- ديفيد كاي على موقع ANN person (الإنجليزية)